# Diane English
Diane English (Búfalo, 18 de mayo de 1948) es una directora y productora de cine estadounidense, conocida por crear la serie de televisión Murphy Brown y por escribir y dirigir el largometraje de 2008 The Women.

## Filmografía

### Cine y televisión
| Año                     | Título              | Contribución | Contribución | Contribución | Notas         |
| Año                     | Título              | Directora    | Productora   | Guionista    | Notas         |
| ----------------------- | ------------------- | ------------ | ------------ | ------------ | ------------- |
| 1980                    | The Lathe of Heaven |              |              | Sí           | Telefilme     |
| 1984                    | Her Life as a Man   |              |              | Sí           | Telefilme     |
| 1984                    | Call to Glory       |              |              | Sí           | 1 episodio    |
| 1985–1986               | Foley Square        |              | Sí           | Sí           | 14 episodios  |
| 1986                    | Classified Love     |              |              | Sí           | Telefilme     |
| 1987–1988               | My Sister Sam       |              | Sí           | Sí           | 7 episodios   |
| 1988–1998 2018–presente | Murphy Brown        |              | Sí           | Sí           | 249 episodios |
| 1992–1995               | Love & War          |              | Sí           | Sí           | 67 episodios  |
| 1995                    | Double Rush         |              | Sí           | Sí           | 13 episodios  |
| 1996–1997               | Ink                 |              | Sí           | Sí           | 22 episodios  |
| 1988                    | Living in Captivity |              | Sí           |              | 8 episodios   |
| 2008                    | The Women           | Sí           | Sí           | Sí           |               |
| TBR                     | Timbuktu            | Sí           |              | Sí           |               |